# Ekhard Salje
Ekhard Salje (* 26. Oktober 1946 in Hannover; † 24. Februar 2025 in England) war ein deutsch-britischer Mineraloge und Kristallograph.

## Werdegang
Salje studierte an der Universität Hannover mit der Promotion 1971 (Polare und gitterdynamische Eigenschaften von ferroelektrischem KIO3) und wurde dort 1977 Professor für Kristallographie. 1985 ging er an die Universität Cambridge, an der er 1992 Professor für Mineral Physics wurde. Von 1998 bis 2008 stand er der Fakultät für Geowissenschaften in Cambridge vor. Von 2001 bis 2008 war er Präsident des Clare Hall Colleges.
Salje befasste sich theoretisch (einschließlich numerischer Simulation in großem Maßstab) und experimentell mit Mikrostrukturen in Kristallen wie Grenzflächen von Zwillingsstrukturen und Strahlungsschäden in Kristallen, Änderung des elastischen Verhaltens an Oberflächen und aufgrund von Instabilitäten an Grenzflächen. Mit Kollegen entdeckte er supraleitende Zwillings-Grenzflächen in dotiertem Wolfram(VI)-oxid.
Er war Mitautor eines Berichts der Royal Society über nuklearen Abfall.
Salje war Gastprofessor in Japan, China, Bilbao, Paris, Grenoble, Le Mans, am Max-Planck-Institut für Mathematik in den Naturwissenschaften in Leipzig und er war Ulam Fellow am Los Alamos National Laboratory. Er stand außerdem dem Programmkomitee des Cambridge–MIT Institute (CMI) vor. Von 2015 bis 2019 war er Vorsitzender des Universitätsrats der Julius-Maximilians-Universität Würzburg, die ihm im Folgenden die Ehrendoktorwürde verlieh und ihn 2020 zum Ehrensenator ernannte.
1994 wurde er Mitglied der Leopoldina und erhielt die Abraham-Gottlob-Werner-Medaille. 2006 erhielt er die Agricola Medaille, 1998 die Schlumberger Medal, 2002 den Ernst Ising Preis und 2000 den Humboldt-Forschungspreis. Er stand auch der britischen Sparte der Alexander-von-Humboldt-Stiftung vor. 1996 wurde er Fellow der Royal Society. 2006 erhielt er das Bundesverdienstkreuz. Er war Ritter des Ordens der Palmes Academiques. 2010 wurde er Mitglied der Königlichen Akademie für Kunst und Wissenschaft in Barcelona. 2001 wurde er Ehren-Fellow des Darwin College in Cambridge. 2021 wurde Salje in die Academia Europaea gewählt.

## Schriften
- E. Salje: Die piezoelektrischen und elektrooptischen Eigenschaften der ferroelektrischen Substanz KIO3. In: Zeitschrift für Kristallographie. Band 136, Nr. 1–6, 1972, S. 135–143, doi:10.1524/zkri.1972.136.16.135 (rruff.info [PDF]).
- Herausgeber: Polarons and bipolarons in high-Tc superconductors and related materials, Cambridge University Press 1995
- Phase transitions in ferroelastic and co-elastic crystals: an introduction for mineralogists, material scientists and physicists, Cambridge University Press 1990
- Herausgeber: Physical Properties and Thermodynamic Behaviour of Minerals, Dordrecht 1988